# RM-4
RM-4 a fost un avion de turism monoloc, proiectat și construit de inginerul Radu Manicatide în anul 1932.

## Proiectare și construcție
RM-4 a fost un avion monoloc cu aripă la umăr, construcție din lemn. 
Postul de pilotaj era amplasat deasupra aripii, fiind liber. 
Fuzelajul era de tipul grindă cu zăbrele placat cu placaj de ambele părți. 
Aterizorul era format dintr-o patină principală, o patină scurtă de bot și o bechie.
Aripa și ampenajul orizontal în vedere de sus aveau o formă dreptunghiulară. Aripa era din schelet de lemn, prinsă de fuzelaj la umăr în consolă, fiind învelită cu pânză. Fuzelajul cu structură de lemn, era învelit cu placaj. Pentru rigidizarea aripii, s-au folosit doi montanți în formă de V întors montat pe fuzelaj, peste care erau întinse două cabluri de sârmă prise de aripă. La fel era rigidizată aripa și în partea de jos, cablurile fiind prinse în partea de jos a fuzelajului.

## Date tehnice (RM-4)
Date tehnice:
Caracteristici generale
- Echipaj: 1
- Anvergura: 8 m
- Lungime: 8,3 m
- Înălțimea: ? m
- Suprafața aripii: 12 m²
- Diedrul aripii: ?°
- Alungirea aripii: --
- Tren de aterizare: o patină cu amortizor, bechie
- Profilul aripii: Aripă la umăr, în față aripă canard
- Greutate gol: 175 kg
- Greutate maximă: 250 kg
- Structură: de lemn acoperit cu pânză
- Motor: Indian 12 CP

Performanțe
- Viteza de angajare: 50 km/h
- Viteza maximă admisă (VNE): 85 km/h
- Finețe maximă: -- km/h
- Viteza de coborâre : ? m/s la -- km/h
- Încărcătura alară: -- kg/m2